# Ильмень (Новгородский район)
И́льмень — деревня в Новгородском муниципальном районе Новгородской области, входит в Ракомское сельское поселение.
Деревня расположена близ западного побережья озера Ильмень, в Поозерье, к северо-западу от города Великий Новгород; близ деревень Ондвор (на востоке, на берегу Ильменя), Козынево (на северо-востоке, на берегу Ильменя), Лукинщина (на юго-западе), Здринога (на севере) и Неронов Бор (на западе).

## История
До 3 декабря 1953 года деревня называлась Самокража. Впервые упоминается в писцовых книгах XV века, как Самокряж. В Новгородской губернии — деревня Самокража Ракомской волости Новгородского уезда.
В 1907 году в Самокраже насчитывалось 120 дворов и 615 жителей. В 1932 году в деревне был образован колхоз «16-я годовщина Октября». В позднее советское время в Ильмене расположилась центральная усадьба колхоза «Ильмень». Основное направление деятельности — картофелеводство, производство молока.
Самокража была освобождена от немецко-фашистских захватчиков 16 января 1944 года южной оперативной группой войск генерала Т. А. Свиклина.
В центре деревни находится братское захоронение 142 воинов, погибших во время войны в окрестностях деревни.
Указом Президиума Верховного Совета РСФСР от 3 декабря 1953 года название деревни было изменено на Ильмень.

## Население
| 2010 |
| ---- |
| 473  |

## Социально-значимые объекты
В деревне есть МОУ «Ильменская основная общеобразовательная школа» (на данный момент закрыта). Также в деревне имеется МАДОУ № 18 «Детский сад» д. Ильмень.
Имеется прямое регулярное автобусное сообщение с областным центром — автобусы № 106, 108 и 189а.